# Legió I Isaura Sagittaria
La Legió I Isaura Sagittaria va ser una legió romana pseudocomitatensis, que va ser objecte de lleva en l'època de Dioclecià i possiblement ja constituïda amb Marc Aureli Probe. Com suggereix el seu nom, els seus legionaris podien ser usats també com arquers, un tret poc comú entre les legions romans.
Segons la Notitia Dignitatum, al començament del segle v, la I Isaura estava sota el comandament del Magister militum per Orientem, però és possible que al començament es fes servir per defensar la regió d'Isàuria, juntament amb la II i la III Isaura.